# Michaił Cchakaja
Michaił Grigorjewicz Cchakaja (ros. Михаил Григорьевич Цхакая, gruz. მიხა ცხაკაია; ur. 22 kwi.?/4 maja 1865 we wsi Chunci w guberni kutaiskiej, zm. 19 marca 1950 w Moskwie) – gruziński rewolucjonista, radziecki polityk.

## Życiorys
Do 1886 był alumnem seminarium duchownego w Tbilisi, z którego został wykluczony, a w 1897 skazany na zesłanie, później mieszkał w Jekaterynosławiu. W 1898 wstąpił do nowo powstałej SDPRR, 19 lipca 1900 został aresztowany i do lutego 1902 był więziony, w 1906 został ponownie aresztowany, od 1907 do kwietnia 1917 przebywał na emigracji w Szwajcarii. 16 kwietnia 1917 wraz z Leninem wrócił do Rosji przez Niemcy zaplombowanym pociągiem i w maju 1917 został członkiem Kaukaskiej Rady Krajowej, a w październiku 1917 członkiem Kaukaskiego Krajowego Komitetu SDPRR(b), w latach 1917–1920 był członkiem Tyfliskiego Komitetu SDPRR(b)/RKP(b). W czerwcu 1919 został aresztowany przez władze gruzińskie, w maju 1920 zwolniony, od sierpnia 1920 do czerwca 1921 wchodził w skład Komitetu Wykonawczego Kominternu i jednocześnie od 1920 był członkiem KC Komunistycznej Partii (bolszewików) Gruzji, następnie 1921–1922 pełnomocnym przedstawicielem SRR Gruzji przy Radzie Komisarzy Ludowych RFSRR i jednocześnie od lipca 1921 do listopada 1922 zastępcą członka Komitetu Wykonawczego Kominternu. Od 15 stycznia 1923 do 1931 był przewodniczącym Centralnego Komitetu Wykonawczego (CIK) ZFSRR i jednocześnie od stycznia 1923 do 15 lutego 1931 przewodniczącym Wszechgruzińskiego CIK, od 1923 do 4 stycznia 1924 przewodniczącym Rady Komisarzy Ludowych Gruzińskiej SRR, a od września 1928 do 15 maja 1943 członkiem Międzynarodowej Komisji Kontrolnej Kominternu.
8 grudnia 1944 został odznaczony Orderem Lenina.